# Valanginiense
| Era Eratema | Periodo Sistema | Época Serie         | Edad Piso                      | Inicio, en millones de años |
| ----------- | --------------- | ------------------- | ------------------------------ | --------------------------- |
| Mesozoico   | Cretácico       | Superior / Tardío   | Maastrichtiense Maastrichtiano | 72,2±0,2                    |
| Mesozoico   | Cretácico       | Superior / Tardío   | Campaniense Campaniano         | 83,6±0,2                    |
| Mesozoico   | Cretácico       | Superior / Tardío   | Santoniense Santoniano         | 85,7±0,2                    |
| Mesozoico   | Cretácico       | Superior / Tardío   | Coniaciense Coniaciano         | 89,8±0,3                    |
| Mesozoico   | Cretácico       | Superior / Tardío   | Turoniense Turoniano           | 93,9±0,2                    |
| Mesozoico   | Cretácico       | Superior / Tardío   | Cenomaniense Cenomaniano       | 100,5±0,1                   |
| Mesozoico   | Cretácico       | Inferior / Temprano | Albiense Albiano               | 113,2±0,3                   |
| Mesozoico   | Cretácico       | Inferior / Temprano | Aptiense Aptiano               | 121,4±0,6                   |
| Mesozoico   | Cretácico       | Inferior / Temprano | Barremiense Barremiano         | 125,77                      |
| Mesozoico   | Cretácico       | Inferior / Temprano | Hauteriviense Hauteriviano     | 132,6±0,6                   |
| Mesozoico   | Cretácico       | Inferior / Temprano | Valanginiense Valanginiano     | 137,05±0,20                 |
| Mesozoico   | Cretácico       | Inferior / Temprano | Berriasiense Berriasiano       | 143,1                       |
| Mesozoico   | Jurásico        | Jurásico            | Jurásico                       | 201,4±0,2                   |
| Mesozoico   | Triásico        | Triásico            | Triásico                       | 251,9±0,024                 |

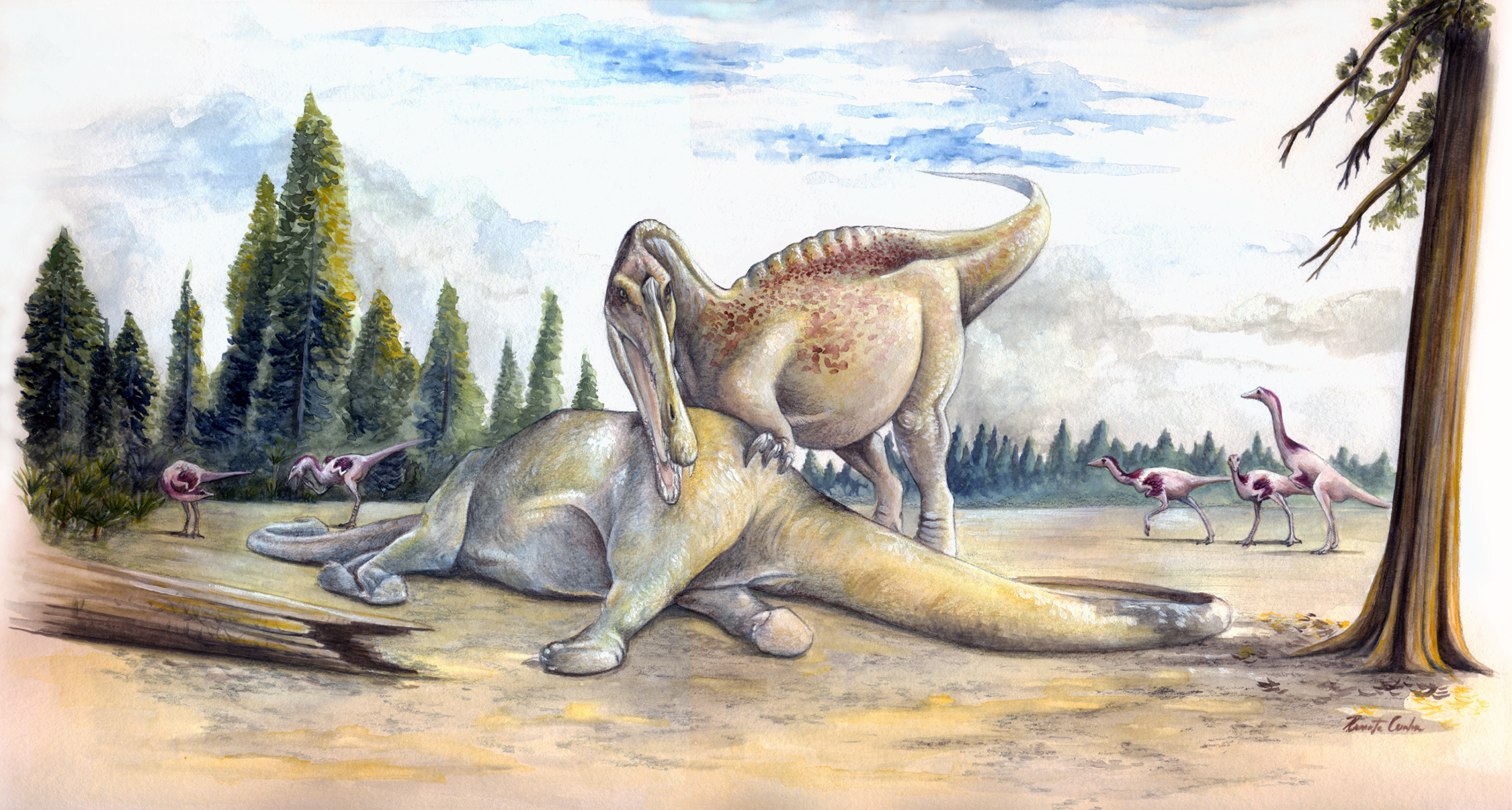
Reconstrucción de un paleoambiente terrestre de edad valanginiense (formación Sao Khua, en la actual Tailandia). En el centro, un espinosáurido se alimenta de un saurópodo; al fondo, manada de Kinnareemimus.

El Valanginiense o Valanginiano es el segundo piso y edad del Cretácico Inferior/Temprano, en la escala temporal geológica. Sucede al Berriasiense y precede al Hauteriviense. Se inició hace unos 137,05 millones de años y terminó hace unos 132,6 millones de años.
El Valanginiense se introdujo en la literatura científica por el geólogo suizo Édouard Desor en 1853. Recibe su nombre de la localidad de Valangin (Suiza).

## Sección estratotipo y punto de límite global  (GSSP)
La sección estratotipo y punto de límite global (GSSP) para la base del Valanginiense encuentra en la sección del caserío de  Vergol (comuna de Montbrun-les-Bains, departamento de Drôme, Francia). Se caracteriza por la primera aparición del género de amonites Thurmanniceras, el cual a su vez marca la base de la biozona de ammonites T. pertransiens. El piso y el GSSP fueron aprobados por la Comisión Internacional de Estratigrafía en noviembre de 2024 y ratificados por la Unión Internacional de Ciencias Geológicas en diciembre del mismo año.
El techo del Valanginiense se define por el GSSP de la base del Hauteriviense, que se caracteriza por la primera aparición del género de amonites Acanthodiscus, el cual a su vez marca la base de la biozona de ammonites Acanthodiscus radiatus.